# آیتی فور (پنسیلوانیا)
آیتی فور (به انگلیسی: Eighty Four) یک منطقهٔ مسکونی در ایالات متحده آمریکا است که در شهرستان واشینگتن، پنسیلوانیا واقع شده‌است. آیتی فور ۶۵۷ نفر جمعیت دارد و ۳۱۹٫۷۴ متر بالاتر از سطح دریا واقع شده‌است.